# Hobbymes

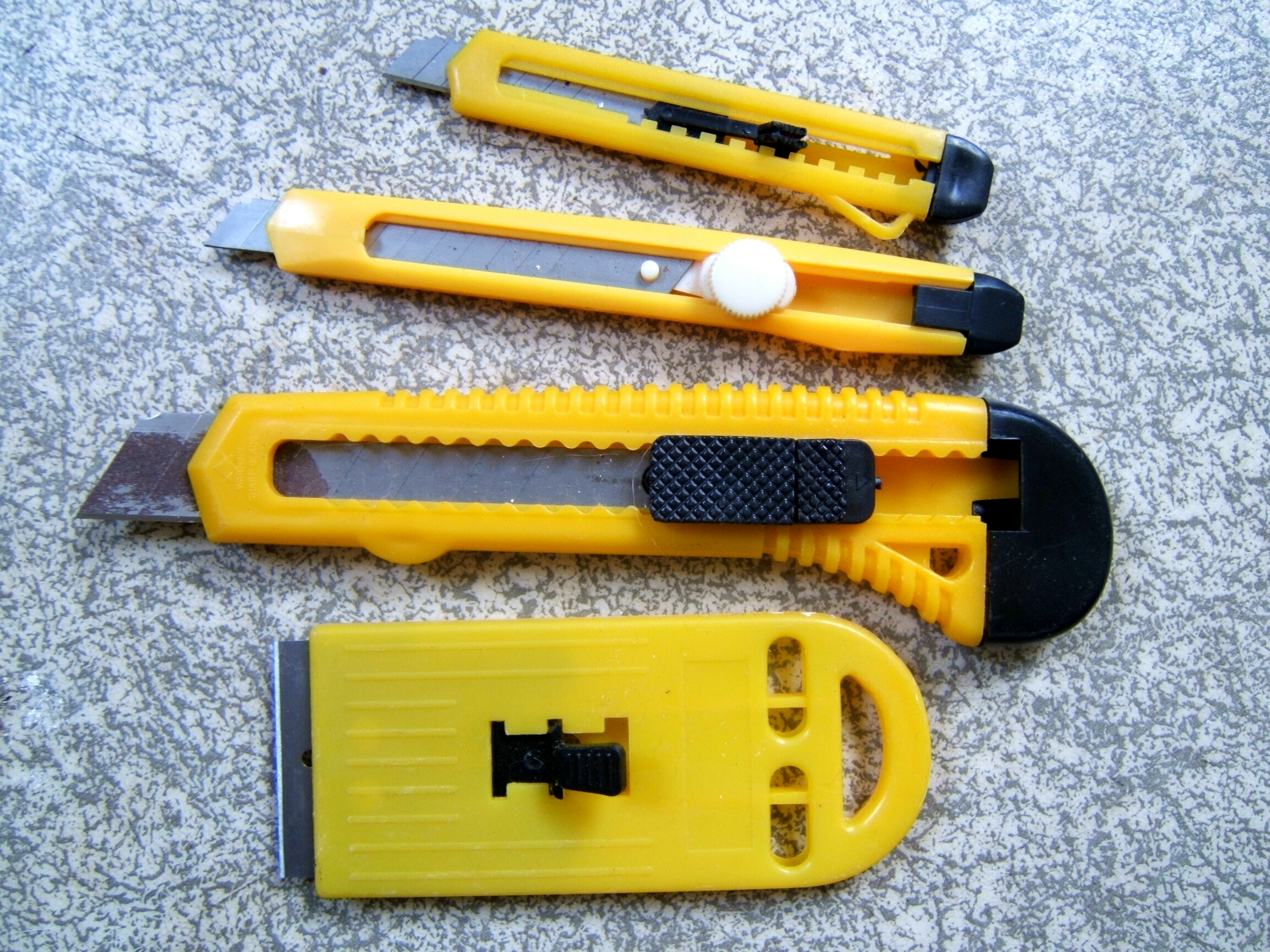
Diverse formaten hobbymessen

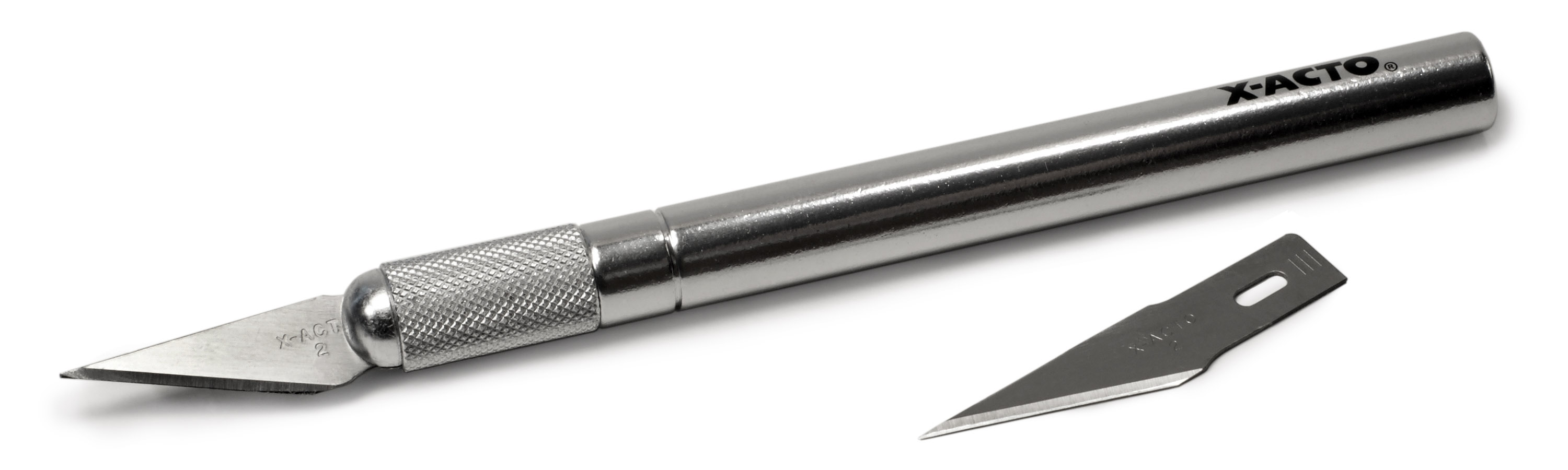
X-Acto-hobbymes

Een hobbymes is een uitschuifbaar mes dat vaak bij het knutselen wordt gebruikt. Het type hobbymes waarvan de messen afbreekbaar zijn, wordt (af)breekmes genoemd. Hierbij kunnen de botte delen aan het begin van het mes worden afgebroken.
Het blad kan in het heft worden geschoven. Het verschil met een zakmes is dat een zakmes openklapt terwijl een hobbymes uitgeschoven wordt.
Omdat het niet goed schoon te maken is, is het niet geschikt voor gebruik in de keuken, maar juist wel uitermate geschikt om verschillende materialen te snijden.
Er zijn ook speciale stanleymessen met een mesje in een trapeziumvorm. Deze zijn niet afbreekbaar, maar wel omkeerbaar zodat beide uiteinden van het blad gebruikt kunnen worden.
Voor stanleymessen zijn er diverse mesjes, onder andere met een uitholling speciaal om zeil te snijden.